# Târgu Secuiesc
Târgu Secuiesc é uma cidade da Roménia com 22251 habitantes, localizada no distrito de Covasna.